# Алексий (Сергеев)
Архиепископ Алексий (в миру Виктор Михайлович Сергеев; 15 января 1899, Московская губерния — 6 апреля 1968, Москва) — архиепископ Русской православной церкви.

## Биография
Из мещанской семьи. В 1916 году окончил общеобразовательное отделение Школы живописи, ваяния и зодчества, а в 1919 году — архитектурное отделение Школы зодчества.
В 1923 году поступил послушником в Смоленскую Зосимову пустынь Владимирской епархии. 22 марта 1923 года возведён в сан диакона. Смоленско-Зосимову пустынь вскоре закрыли и большинство братии перешло в Высоко-Петровский монастырь.
В 1925 году пострижен в монашество в Высоко-Петровском монастыре Москвы архиепископом Варфоломеем (Ремовым). 16 января 1927 года возведён в сан иеромонаха. Алексий (Сергеев) изображён на картине Павла Корина «Русь уходящая» (по правую руку от блаженного слепца Данилушки).
Летом 1929 года храм в Петровском монастыре был закрыт, и монахи перешли в храм преподобного Сергия на Большой Дмитровке.
В 1932 году архиепископом Варфоломеем (Ремовым) возведён в сан архимандрита.
16 апреля 1932 года арестован за «проведение систематической антисоветской агитации». Был освобождён одним из первых из арестованных.
С 1932 года был настоятелем храма Рождества Пресвятой Богородицы, что в Путинках, в Москве.
В начале 1933 года подал в правоохранительные органы сведения о том, что при храме преподобного Сергия созданы нелегальный монастырь и духовная академия, и во время следствия выступил свидетелем обвинения против братии и прихожан Сергиевского храма. Всего по этому делу были арестованы двадцать четыре человека — священнослужители и миряне, в том числе и преподобномученик иеромонах Феодор (Богоявленский).

## Архиерейское служение
Через 3 дня после «самороспуска» Временного патриаршего Священного синода, 21 мая 1935 года, указом заместителя патриаршего местоблюстителя митрополита Сергия архимандриту Алексию определено быть епископом Каширским, викарием Московской епархии. Определение состоялось «по требованию главы „антирелигиозного“ отдела НКВД И. Полянского».
2 июня 1935 года в храма Рождества Пресвятой Богородицы, что в Путинках, состоялась хиротония архимандрита Алексия во епископа Каширского. Хиротонию совершали митрополит Московский и Коломенский Сергий (Страгородский) и викарии Московской епархии — архиепископ Дмитровский Питирим (Крылов) и епископ Бронницкий Сергий (Воскресенский).
С 3 января 1936 года — епископ Серпуховский, викарием Московской епархии.
18 августа 1937 года назначен епископом Вологодским; указ «приостановлен» по причине болезни епископа. С 25 августа 1937 года — епископ Егорьевский, викарий Московской епархии. С 14 сентября 1937 года — епископ Ивановский.
В 1938 году, после того как он увидел в советских газетах имя патриаршего местоблюстителя среди «шпионов и диверсантов», поспешил объявить о разрыве с ним и провозгласил «автокефалию» в Иванове. В 1939 году запрещён в священнослужении и предан суду архиереев. Акт запрещения подписали митрополит Сергий (Страгородский), митрополит Алексий (Симанский), архиепископ Палладий (Шерстенников). Однако вскоре он был принят назад в Московский патриархат, поселился в Москве и уже 22 августа 1940 года участвовал в хиротонии епископа Дамаскина (Малюты). 31 октября 1940 года назначен епископом Тульским с поручением архиерейских служений в московском храме Святителя Николая в Хамовниках.
После присоединения к СССР Бессарабии и Северной Буковины встал вопрос об устроении церковной жизни в этих землях, и поиски кандидата привели к епископу Алексию. Указом Московской патриархии от 3 декабря 1940 года он был командирован в Кишинёв в качестве управляющего православными общинами Кишинёвской, Бельцкой, Измаильской и Черновицкой епархий сроком на 6 месяцев. Указом Московской патриархии от 12 мая 1941 года назначен архиепископом Кишинёвским и Бессарабским с оставлением за ним Измаильской и Бельцкой епархий и с поручением управления Черновицкой епархией; он титуловался как «экзарх Бессарабский и Севернобуковинский».
После вторжения немецких войск, в связи с оставлением Молдавии Красной армией, архиепископ спешно покинул свою епархию и был назначен на Орловскую и Курскую кафедру. Известно, что под Воздвижение он служил в кладбищенской церкви Орла. Когда неприятель занял и Орёл 3 октября 1941 года, ему 14 октября был усвоен титул архиепископа Тамбовского (в Тамбовской епархии до конца 1943 года ни одной действующей церкви не имелось).
На февраль 1942 года — архиепископ Уфимский, но в Уфу прибыть не смог, живя в Москве.
С 13 июля 1942 года — архиепископ Рязанский, с позволением выехать в свою епархию. В Рязани в 1942—1944 годах, опасаясь неудовольствия властей, запрещал школьнику Борису Ротову, будущему митрополиту Никодиму, прислуживать в единственной действующей церкви города (на Скорбященском кладбище) и удалял его из алтаря.
С 14 июля 1943 года — управляющий Калужской и Тульской епархиями.
8 сентября 1943 года он был участником Архиерейского собора Русской православной церкви. В феврале 1944 года в записке Всеволода Меркулова на имя Иосифа Сталина Алексий упоминался как чекистский агент.
С мая 1944 года — архиепископ Ярославский и Ростовский.
Награждён медалью «За доблестный труд в Великой Отечественной войне 1941—1945 гг.».
Во второй половине 1945 года он был послан патриархом Алексием в Америку для переговоров с митрополитом Феофилом (Пашковским) о возобновлении канонической связи Северо-Американской митрополии. 6 сентября архиепископ Ярославский и Ростовский Алексий прибыл в США. Его приём был подготовлен и осуществлён духовенством и мирянами как Московского патриархата, так Северо-Американской митрополии, объединившихся в специальный Комитет по встрече патриаршего посланника. Помимо представителей Русской православной церкви, к приезду архиепископа Алексия проявили значительный интерес американские религиозные организации, полагая, что его визит будет содействовать делу объединения.
Под воздействием церковно-общественного мнения, которое выражали клирики и прихожане Североамериканского митрополичьего округа, митрополит Феофил изъявил согласие на личную встречу с патриаршим посланником, которая состоялась 25 октября 1945 года в здании американской митрополии. На этой встрече митрополит Феофил предъявил архиепископу Алексию следующие условия воссоединения: полная автономия, утверждение его, митрополита Феофила, главой Церкви в Америке и невмешательство Московской патриархии во внутренние дела автономии. Архиепископ Алексий, ссылаясь на то, что пункты условий представлены на английском языке, потребовал отдельного перевода их на русский язык и отложил продолжение обсуждения до следующей встречи. Патриарх телеграфировал своему посланнику: «Условия Митрополита Феофила признаю неприемлемыми».
8 ноября состоялась вторая встреча архиепископа Алексия и митрополита Феофила. На ней патриарший представитель выдвинул встречные требования к митрополиту Феофилу: признать патриарха Московского и всея Руси Алексия (Симанского) главой Американской церкви; разорвать все отношения с главой РПЦЗ митрополитом Анастасием (Грибановским) и созвать в ближайшее время Всеамериканский собор.
С самого начала своей миссии в Северной Америке архиепископ Алексий (Сергеев) резко дистанцировался от патриаршего экзарха митрополита Вениамина (Федченкова) и даже не служил вместе с ним. Считалось, что так переговоры с митрополитом Феофилом будут проходить успешнее. Уверяя, что наделён особыми патриаршими правами, архиепископ Алексий совершенно отстранил митрополита Вениамина от управления епархией и не только не советовался с ним по «американским вопросам», но даже и не слушал его мнения.
7 марта 1946 года архиепископ Алексий (Сергеев) отбыл в Москву, учредив вместо себя «комиссию» по делам примирения во главе с епископом, а вскоре архиепископом Нью-Йоркским Макарием (Ильинским).
После ревизии его архипастырской деятельности по Ярославской епархии, проведённой епископом Иеронимом (Захаровым), 13 января 1947 года назначен архиепископом Курским и Белгородским с предупреждением, что ему «надлежит в корне изменить неверный и вредный для Церкви характер управления епархией и не допускать повторения компрометирующих епископа православной Церкви поступков».
3 июня 1948 года, после ревизии, проведённой в Курске архиепископом Филиппом (Ставицким), назначен архиепископом Челябинским и Златоустовским, «с подтверждением ему постановления Священного Синода при перемещении его на Курскую кафедру». Указу не подчинился и 2 июля уволен на покой, а 24 августа вновь назначен на ту же кафедру.
Когда с зимы 1948—1949 годов в стране вновь ужесточился контроль за деятельностью религиозных организаций, опять начались аресты священнослужителей и закрытия церквей, патриарх Алексий постоянно призывал духовенство к осторожности, сдержанности в действиях, чтобы по возможности исключить любую возможность применения жёстких мер со стороны властей.
Архиепископ Алексий, не будучи сторонником активного архиерейского служения, сделал всё возможное в духе требований властей. Практически были прекращены поездки управляющего по епархии; ежемесячный выпуск бюллетеня о церковной жизни епархии архиепископ посчитал несвоевременным, от священников же он требовал сокращения времени службы, «ибо в церковь приходят трудящиеся, которые до этого занимались общественно-полезным трудом». Все ходатайства верующих об открытии храмов отклонялись, и, наоборот, заявления-требования местных органов власти о закрытии действующих храмов, как правило, решались положительно. В январе 1949 года он подписал указ по епархии о запрещении священникам выполнять религиозные требы на дому и, наконец, своим решением от 19 апреля 1949 года рекомендовал ограничить колокольный звон на Пасху и «сосредоточить на территории храма или кладбища все обычаи, церковным уставом требуемые совершать вне стен храмов епархии».
Постановлением Синода от 17 марта 1950 года назначен архиепископом Калининским и Кашинским.
20 июля 1951 года ему поручено временное управление Великолукской епархией, с сохранением управления Калининской епархией.
В Калининской епархии епископ попал под такое влияние уполномоченного, что согласился с закрытием 19 церквей, включая церковь в селе Завидово. Действия уполномоченного были признаны «поспешными», но богослужения в большинстве из этих церквей возобновились только при преемнике епископа Алексия, Варсонофии (Гриневиче)
29 июля 1954 года, согласно поданному прошению, постановлением Синода уволен на покой. 12 ноября 1954 года новым постановлением лишён архиерейской пенсии и лишён «на будущее время права занимать какую-либо епископскую кафедру». Во всех областных и краевых газетах были напечатаны выдержки из материалов скандального судебного процесса об ограблении его дома, организованном секретарём епархиального управления Калининской епархии.
Тем не менее 14 марта 1957 года назначен архиепископом Алма-Атинским.
Но уже 20 февраля 1958 года решением Синода, несмотря на его прошение о предоставлении двухмесячного отпуска, уволен на покой «по болезненному состоянию».
Алексий отличался раздражительным и вспыльчивым характером, что было причиной многочисленных конфликтов с окружающими. С 1938 года тяжело болел сахарным диабетом. Проживал на покое в Москве. Скончался 6 апреля 1968 года в Москве. Отпевание состоялось 8 апреля 1968 года в храме на Калитниковском кладбище в Москве. На этом же кладбище он был погребён (5-й участок кладбища, в одной ограде вместе с родными).

## Сочинения
- «Воры и убийцы в церковной ограде» // Правда о религии в России. — М., 1942. — С. 335—352.
- «На алтарь Родины» // Правда о религии в России. — М., 1942. — С. 148—162.